# Drucilla Cornell

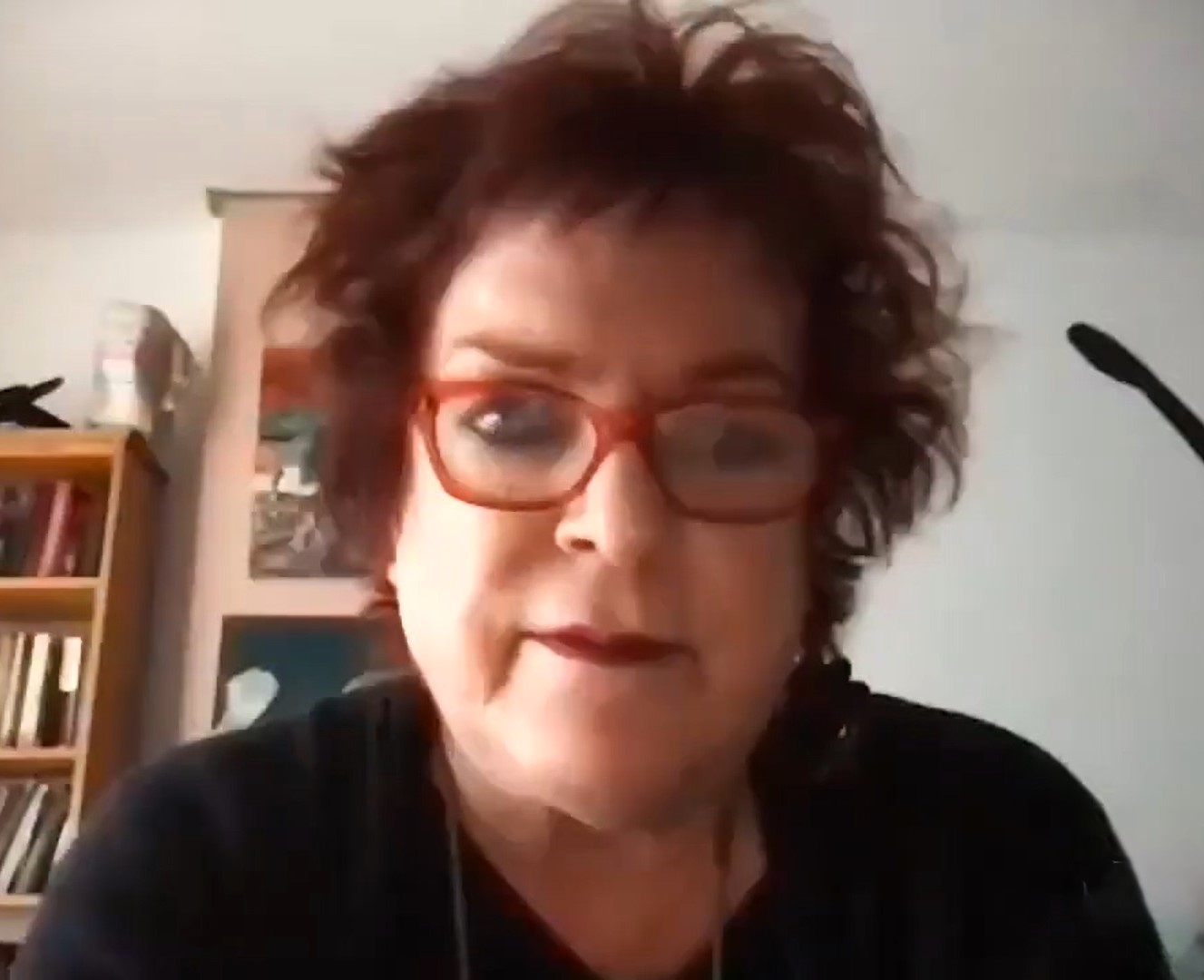
Drucilla Cornell

Drucilla Cornell (* 16. Juni 1950 in Los Angeles; † 12. Dezember 2022 in New York City) war eine US-amerikanische Professorin für Rechtswissenschaften, Frauenforschung und Politikwissenschaften.

## Werdegang
Vor ihrer Hochschulkarriere arbeitete sie als Gewerkschafterin für United Auto Workers, United Electrical, Radio and Machine Workers of America und die International Union of Electrical Workers in Kalifornien, New Jersey und New York. Sie studierte dann zunächst bis 1978 auf einen B.A. in Philosophie und Mathematik am Antioch College und promovierte schließlich 1981 in den Rechtswissenschaften zur J.D. an der University of California, Los Angeles.  Cornell unterrichtete zuerst an der Benjamin N. Cardozo School of Law zwischen 1989 und 1994 und organisierte dort diverse Konferenzen zum Recht und zur Dekonstruktion, die für das Feld als bahnbrechend gelten. Ihre Forschungsschwerpunkte umfassten die Kritische Theorie, Feminismus und postmoderne Ethik sowie in jüngerer Zeit auch Afrikanischer Humanismus und Ubuntu. Sie verfasste zudem die Theaterstücke The Dream Cure und Background Interference, die in New York und Los Angeles aufgeführt wurden. Seit 2008 lebte und arbeitete sie in Kapstadt, wo sie zuvor diverse Lehraufträge wahrgenommen hatte.

## Werke
Bücher als Autorin
- Symbolic Forms for a New Humanity: Cultural and Racial Reconfigurations of Critical Theory (mit Kenneth Michael Panfilio) Fordham University Press, 2010.
- Clint Eastwood and Issues of American Masculinity. Fordham University Press 2009
- Moral Images of Freedom: A Future for Critical Theory Fordham University Press, 2007.
- Defending Ideals: War, Democracy, and Political Struggles Routledge, 2004.
- Between Women and Generations: Legacies of Dignity Palgrave Macmillan, 2002.
- At the Heart of Freedom: Feminism, Sex, and Equality. Princeton: Princeton Univ. Press, 1998.
- The Imaginary Domain: Abortion, Pornography and Sexual Harrassment. New York: Routledge, 1995.
- Feminist Contentions: A Philosophical Exchange. (with Seyla Benhabib, Judith Butler, and Nancy Fraser) New York: Routledge, 1994.
- Transformations: Recollective Imagination and Sexual Difference. New York: Routledge, 1993.
- The Philosophy of the Limit. New York: Routledge, 1992.1
- Beyond Accommodation: Ethical Feminism, Deconstruction, and the Law. Routledge, New York 1991. Einsehbar in Google Books.

Bücher als Herausgeberin
- The Dignity Jurisprudence of the South African Constitutional Court (mit Stu Woolman, Sam Fuller, Jason Brickhill, Michael Bishop und Diana Dunbar) Fordham University Press, 2012.
- uBuntu and the Law: Indigenous Ideals and Postapartheid Jurisprudence (mit Nyoko Muvangua) Fordham University Press, 2011
- Feminism and Pornography. Oxford Univ. Press, 2000.
- Deconstruction and the Possibility of Justice. (mit Michel Rosenfeld and David G. Carlson) New York: Routledge, 1992.
- Hegel and Legal Theory. (mit Michel Rosenfeld and David Gray Carlson) New York: Routledge, 1991.
- Feminism as Critique: Essays on the Politics of Gender in Late-Capitalist Societies. (mit Seyla Benhabib) Minneapolis: University of Minnesota Press, 1987.

Fachartikel
- Einige Paper bei PhilPapers.

Vorträge
- Rethinking Ethical Feminism and Sexual Politics Through uBuntu 15. Mai 2012, ICI Berlin
- Keynote (Teil 2, 3, 4, 5, 6) zur Veranstaltung Performatives after Deconstruction, 30. Juni 2010 London Graduate School
- Keynote zum Feminist Theory Workshop 2009 an der Duke University